# Värälä
Värälä är en by på västra stranden av Kymmene älv 5 kilometer söder om Kouvola i Elimä. 
I Värälä, som ingick i Elimä fjärding, utbröt hösten 1772 oroligheter sedan landbönderna på godsen, som innehades av ätterna Wrede och af Forselles, beslutit upphöra med att förrätta dagsverken. Väräläborna och senare även invånarna i andra byar sände därefter delegationer till Stockholm med krav på att erhålla arvsrätt till de frälsehemman som de bebodde. Våren 1773 blev ett antal bönder gripna och satta i straffarbete på Svartholms fästning; samtidigt stationerades krigsfolk i byarna. I oktober samma år böjde sig bönderna för övermakten, varefter de fängslade frigavs, medan ledarna bestraffades. Under Gustav III:s ryska krig 1788–1790 utkämpades 24–25 april och senare på sommaren 1789 mindre strider vid Värälä, som förblev i svensk hand. Där slöts även 14 augusti 1790 på basis av status quo freden i Värälä som ändade kriget.